# Norne (Orchideen)
Die Norne  (Calypso bulbosa)  ist eine Pflanzen-Art in der Familie der Orchideengewächse (Orchidaceae). Die Gattung Calypso ist monotypisch mit der Norne als einziger Art.
Der Gattungsname entstammt dem griechischen καλύπτω kalypto (ich verberge, ich verstecke; aber auch: ich berge jemanden) und das Art-Epitheton dem lateinischen bulbosus (knollig, zwiebelig). In der griechischen Mythologie verbarg die Nymphe Kalypso (die Bergende), Tochter des Atlas, den schiffbrüchigen Odysseus sieben Jahre auf der Insel Ogygia. Warum der Name „Calypso“ botanisch gewählt wurde, ist nach Anmerkung des Botanikers Rudolf Schlechter in seinem Standardwerk Die Orchideen unbekannt. Nach L.Burkhardt wurde der Name der Nymphe für die Orchidee verwandt.
Weiter ist nicht bekannt, ob der deutsche Name Norne sich von den Wesen der „Nornen“ aus der nordischen Mythologie herleitet.

## Beschreibung

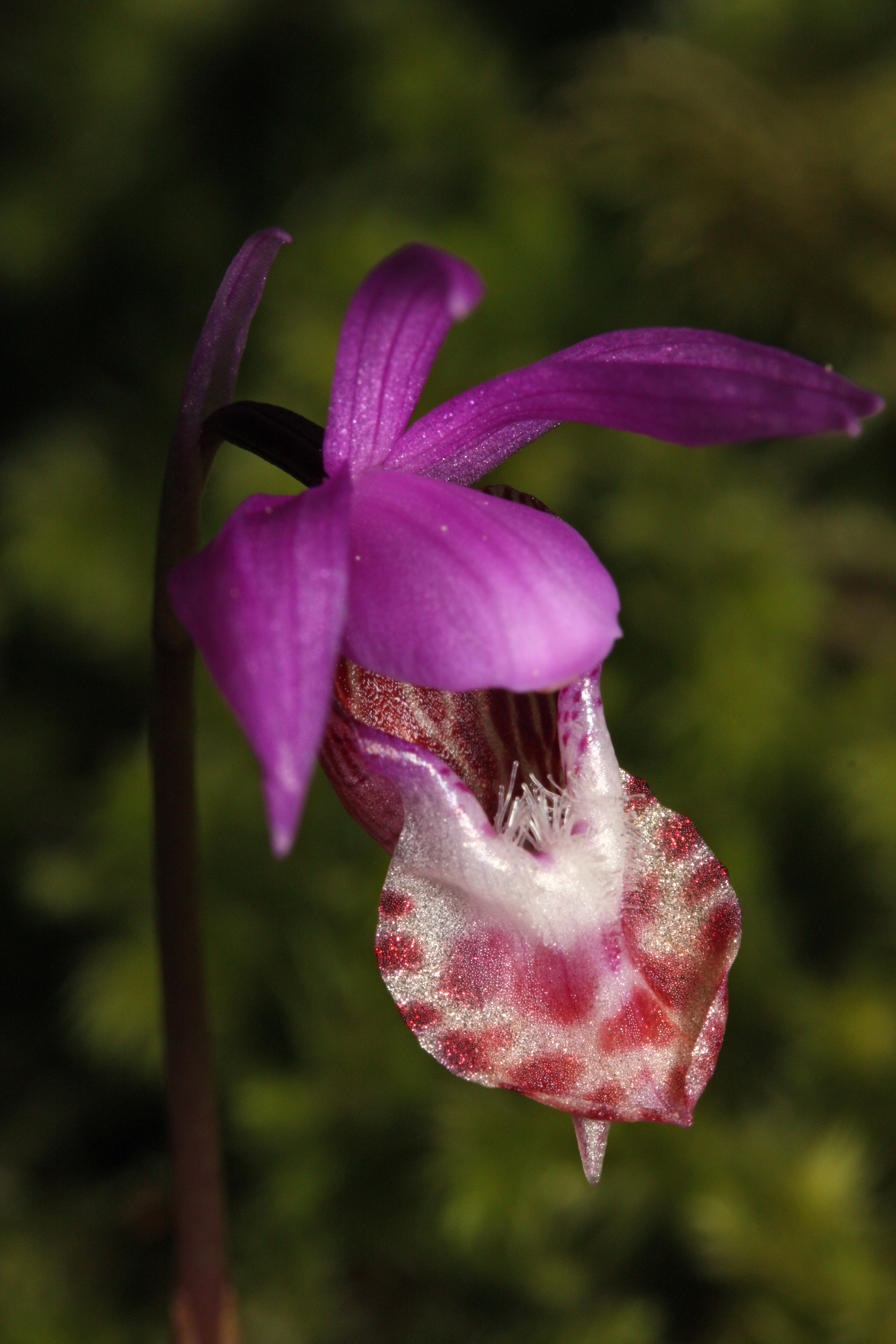
Calypso bulbosa ssp. occidentals
(Westen der USA und Kanadas)

Die Norne ist ein sommergrüner, mehrjähriger, perennierender, krautig wachsender Knollengeophyt mit einer rundlich, eiförmigen Knolle als Überdauerungsorgan. Sie ist von abgestorbenen Blattscheiden umhüllt und hat verlängerte Wurzeln. Die durchschnittliche Wuchshöhe der Pflanze beträgt 8 bis 20 Zentimeter.
Am Grund befindet sich nur ein einziges Laubblatt, das bis ca. 7 Zentimeter Höhe gestielt ist. Die elliptisch-längliche bis eiförmige Spreite ist bis 6 Zentimeter lang und bis zu 5 Zentimeter breit. Die Oberseite des Blattes ist dunkelgrün, während die Unterseite purpur gefärbt ist. Der Stängel ist am Grunde von einigen wenigen, scheidigen Blättern umhüllt und trägt eine einzelne Blüte.
Die große, attraktive Blüte ist zwittrig, zygomorph und dreizählig. Die abstehenden Kronblätter (Petalen) und Kelchblätter (Sepalen) sind rosa bis violett gefärbt, etwa 10 bis 12 Millimeter lang und etwa 2 bis 4 Millimeter breit. Die Lippe (Labellum) ist weiß bis rosa mit rosa oder gelben Flecken. Sie hat im hinteren Teil eine weit geöffnete, schuhförmige Höhlung und ist etwa 15 bis 25 Millimeter lang. Ein Sporn fehlt.
Die Norne blüht nach der Schneeschmelze, von April bis Juni.
Als Bestäuber werden nach Untersuchungen von Mosquin, Ackermann, Boyden, Proctor und Harder sowie Alexandersson und Agren Nektar suchende Hummeln (Bombus) und Kuckuckshummeln (Psithyrus) genannt.

## Genetik und Entwicklung
Die Norne hat einen Karyotyp von zwei Chromosomensätzen und jeweils 14 Chromosomen (Zytologie: 2n = 28).
Da der Orchideensame keinerlei Nährgewebe zur Verfügung stellt, erfolgt die Keimung nur bei Infektion durch einen Wurzelpilz (siehe: Mykorrhiza). Über die Dauer von der Keimung bis zur Entwicklung der blühfähigen Pflanze liegt keine Angabe vor.

## Verbreitung und Ökologie

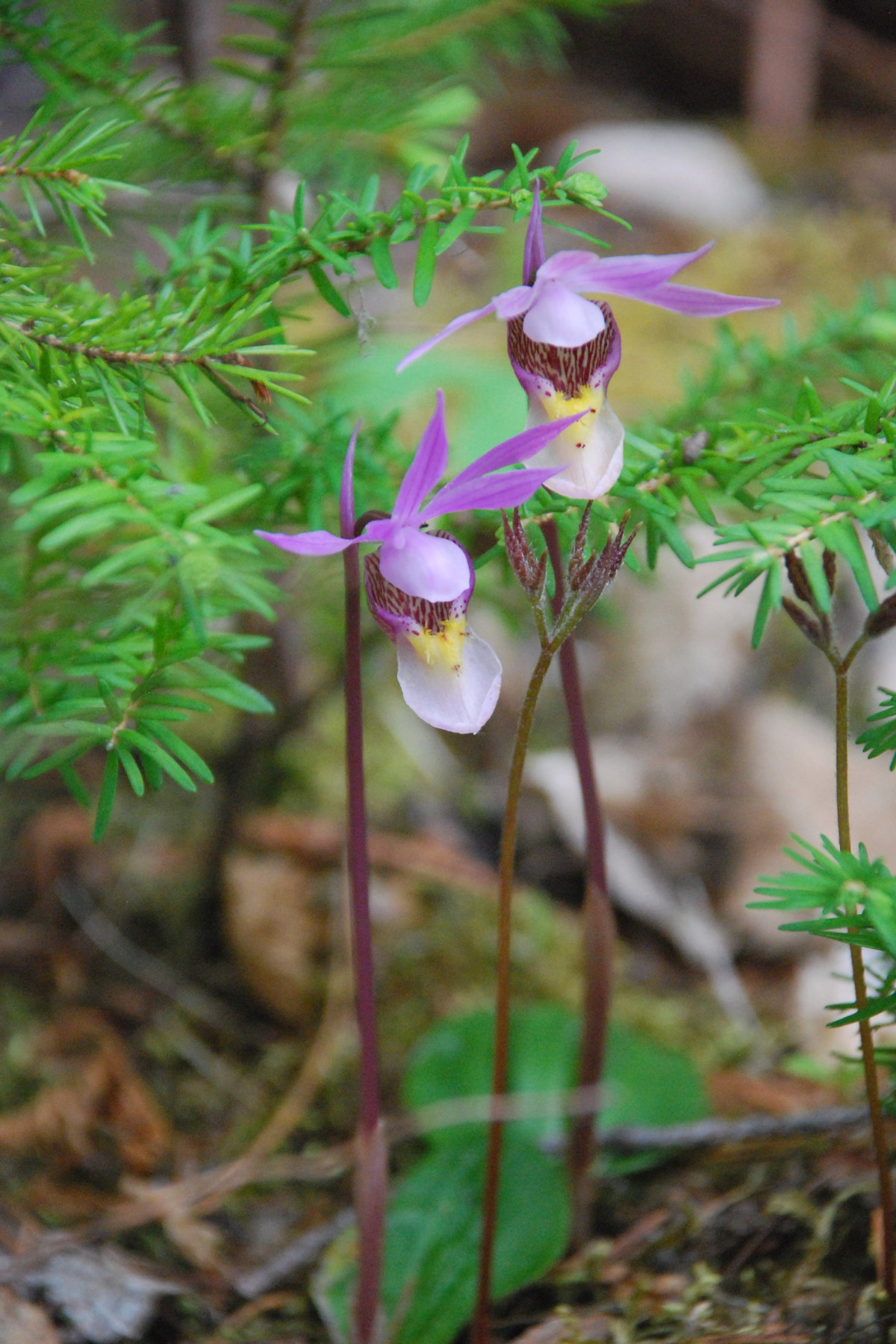
Norne (Calypso bulbosa)

Nach dem Orchideenkundler Karl-Peter Buttler ist sie ein Florenelement der skandinavisch nordrussischen nordsibirischen Florenzone.
Die Norne wächst in subarktischen Sümpfen und Mooren sowie auf schattigen Plätzen subarktischer Nadelwälder in Nordamerika, Nordskandinavien, Nordrussland und Nordasien.
Da die Norne heikel auf Veränderungen reagiert, ist ihre natürliche Verbreitung stark zurückgegangen. In mehreren US-Bundesstaaten gilt sie als bedroht oder gefährdet.

## Naturschutz und Gefährdung
Die Norne zählt in Europa zu den größten Orchideen-Raritäten und steht wie alle in Europa vorkommenden Orchideenarten unter strengstem Schutz europäischer und nationaler Gesetze.

## Systematik

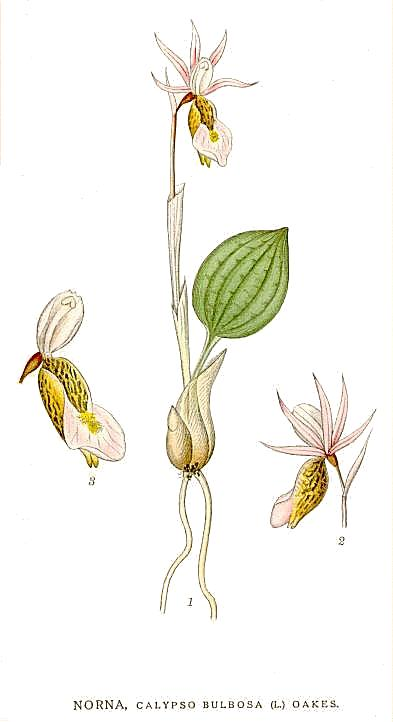
Norne (Calypso bulbosa)
Abbildung in:
C.A.M Lindman:
„Bilder ur Nordens Flora“
Stockholm (1917–1927)
Tafel 416

Der bis heute gültige Gattungsname Calypso Salisb. wurde im Jahre 1806 von dem englischen Gärtner Richard Anthony Salisbury (1761–1829) in dem Werk „Paradisus Londinensis“ beschrieben, das Salisbury mit dem damaligen Direktor der Royal Botanic Gardens in London, William Jackson Hooker (1785–1865), herausgab. Carl von Linné hatte die Norne im Jahr 1753 ursprünglich zur Gattung Cypripedium gestellt. Doch Calypso und Cypripedium gehören in der botanischen Systematik zwei verschiedenen Unterfamilien an.
Als Synonyme wurden folgende Gattungsnamen veröffentlicht:
- Cytherea Salisb. (1812)
- Orchidium Sw. (1814)
- Calypsodium Link (1829)
- Norna Wahlenb. (1833)

Der gültige botanische Artname der Norne lautet: Calypso bulbosa (L.) Oakes 1842.
Das Basionym Cypripedium bulbosum L. 1753 wurde von Linné in „Species Plantarum“ Band 2, Seite 951 beschrieben.
Die hier aufgeführten Artnamen werden als Synonyme geführt:
| - Cytherea bulbosa (L.) House (1905) - Cymbidium boreale Sw. (1799) - Limodorum boreale (Sw.) Sw. (1805) - Calypso borealis (Sw.) Salisb. (1806) - Cytherea borealis (Sw.) Salisb. (1812) | - Orchidium arcticum Sw. (1814) - Orchidium boreale (Sw.) Sw. (1816) - Calypsodium boreale (Sw.) Link (1829) - Norna borealis (Sw.) Wahlenb. (1833) - Calypso occidentalis Holz. (1895) |

Unterarten und Varietäten
Als Unterart ist Calypso bulbosa ssp. occidentalis (Holz.) Calder & R.L.Taylor (1963) beschrieben. Sie kommt vom südöstlichen Alaska bis zu den westlichen Vereinigten Staaten vor.
Die Varietäten sind entweder farborientiert oder auf die Region bezogen, in der sie vorkommen:
- Calypso bulbosa var. albiflora P.M.Br. (1995)
- Calypso bulbosa var. americana (R.Br.) Luer (1975): Sie kommt vom subarktischen Amerika bis zu den Vereinigten Staaten vor.[2]
- Calypso bulbosa var. bulbosa: Sie kommt vom Schweden bis zum fernöstlichen asiatischen Russland vor.[2]
- Calypso bulbosa var. japonica (Maxim. ex Kom.) Makino (1905)
- Calypso bulbosa var. occidentalis (Holz.) Cockerell (1916): Sie kommt vom südöstlichen Alaska bis zu den westlichen Vereinigten Staaten vor.[2]
- Calypso bulbosa var. speciosa (Schltr.) Makino (1926): Sie kommt von Tibet bis Japan vor.[2]

Hybriden sind von dieser Art nicht bekannt.

## Diverses
Verschiedene nordamerikanische Indianervölker aßen die Knospen der Norne. Die Nlaka'pamux-Indianer in British Columbia nutzten die Norne zur Behandlung von Epilepsie.